# Theater der Jungen Welt

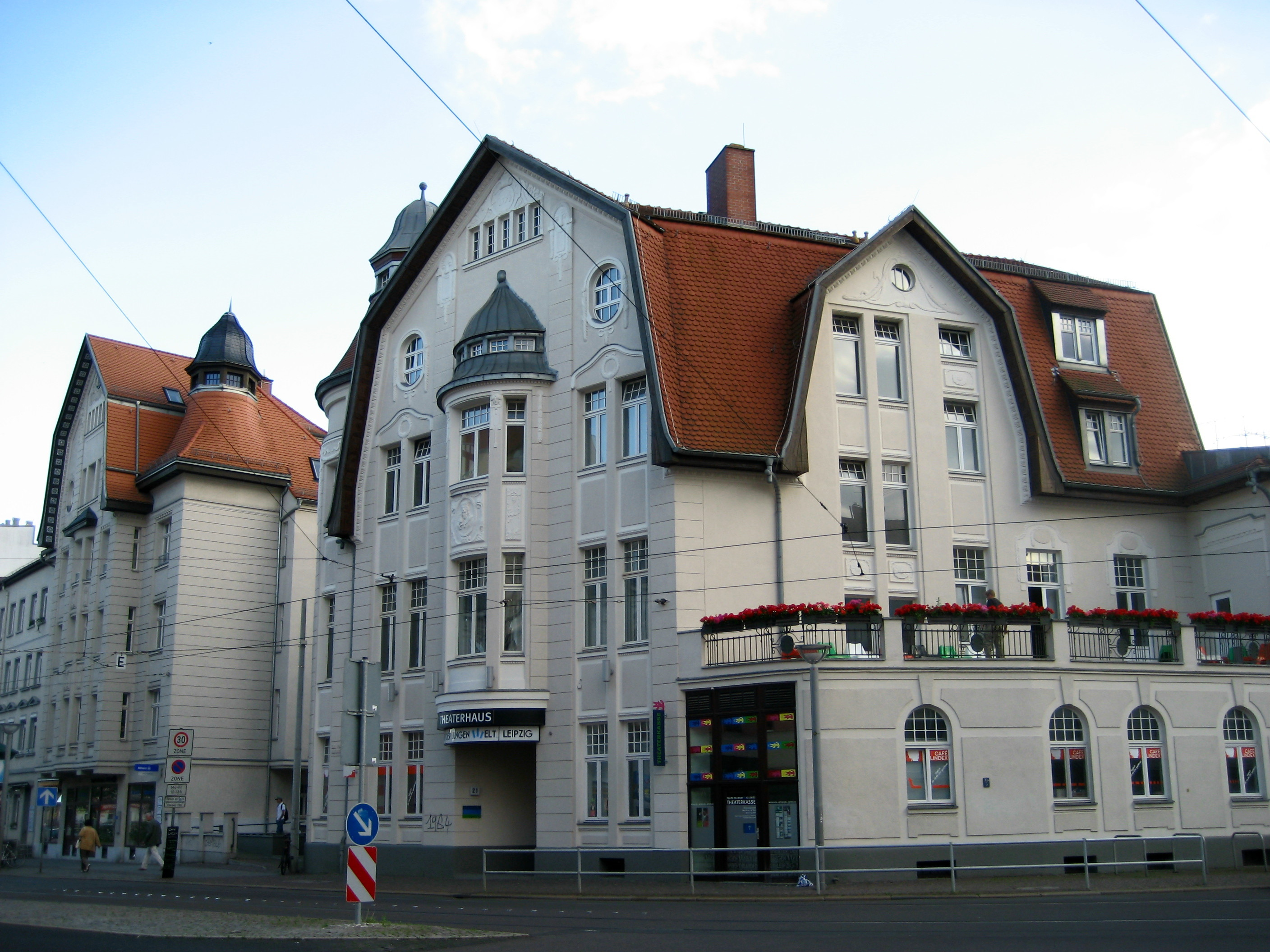
Spielstätte am Lindenauer Markt in Leipzig

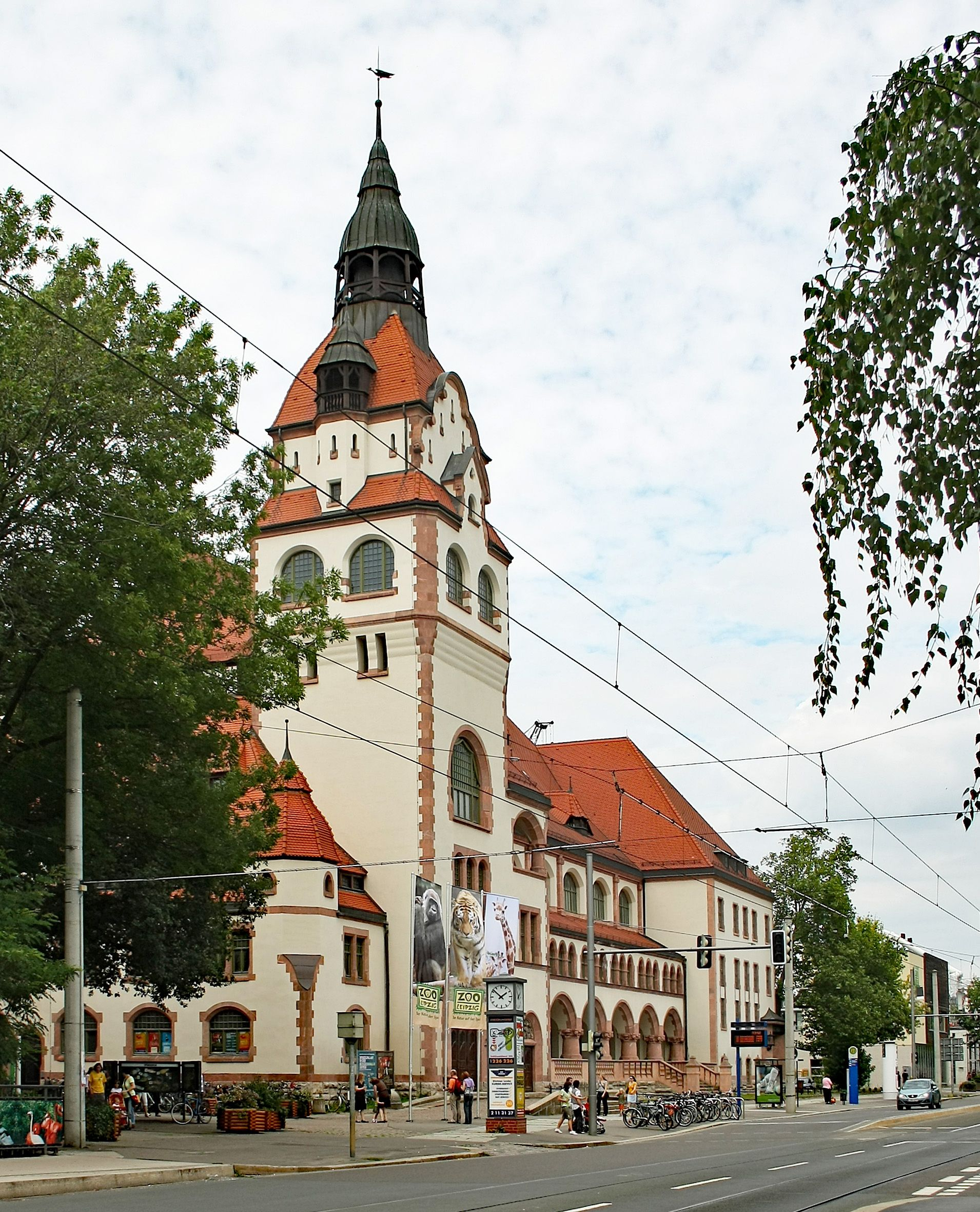
Kongreßhalle Leipzig, Spielstätte bis 1989

Das Theater der Jungen Welt (abgekürzt TdJW) in Leipzig ist das älteste professionelle Kinder- und Jugendtheater Deutschlands. Mit seinem alters- und spartenübergreifenden Spielplan bietet es Stücke für Kinder, Jugendliche und Familien in Leipzig an.

## Geschichte
Das Theater der Jungen Welt wurde nach dem Zweiten Weltkrieg nach Vorbild der sowjetischen Jugendarbeit als erste Spielstätte dieser Art im deutschsprachigen Raum eröffnet. Als künstlerisches Vorbild galt das 1918 von Natalia Saz gebildete Moskauer Kinder- und Jugendtheater. Spielort war der Weiße Saal in der Kongreßhalle am Zoo. Am 7. November 1946 wurde das erste Stück, Erich Kästners Emil und die Detektive aufgeführt. Dieser Tag wurde in Ermangelung genauerer Daten als das Gründungsdatum des Theaters angenommen.
Mit Beginn der Spielzeit 1950/51 wurde das Jugendtheater als eine Sparte – neben Oper, Schauspiel und Operette (Musikalische Komödie) – in die Städtischen Theater Leipzig eingegliedert. Im Zuge der Wende in der DDR wurde dieses „Theaterkombinat“ zum 1. Januar 1990 wieder aufgelöst. Seither ist das Theater der Jungen Welt ein separater Eigenbetrieb der Stadt Leipzig. Sein Leiter Hanns Gallert stieg somit vom Spartendirektor zum Intendanten auf.
1989 wurde der Weiße Saal durch Brandstiftung unbrauchbar. Danach spielte das Ensemble an wechselnden Orten, unter anderem im Haus Leipzig, bis 2003 das ehemalige Haus der Volkskunst in Lindenau, welches nunmehr umgebaut zum Theaterhaus Leipzig zum dauerhaften Domizil wurde.

## Spielstätten
Das Theater der Jungen Welt verfügt über drei verschiedene feste Spielorte: den Großen Saal mit einer Kapazität von maximal 229 Zuschauerplätzen, den Kleinen Saal mit 90 und die Etage eins mit 50 Zuschauerplätzen. Außerdem werden Stücke im Theaterbus, im Kindergarten oder im Klassenzimmer gespielt.

## Auszeichnungen
Das Theater der Jungen Welt wurde für die Inszenierung „Crystal – Variationen über Rausch“ 2015 mit dem Theaterpreis des Bundes und 2016 mit dem Preis des Sächsischen Theatertreffens ausgezeichnet. 2016 erhielt zudem die Inszenierung „Brennpunkt: X“ den Sächsischen Förderpreis für Demokratie. 
Die Inszenierung „T-Rex, bist du traurig? (Steht dein T für Tränen?)“ von Fayer Koch wurde 2025 mit dem Mülheimer KinderStückePreis ausgezeichnet. Im selben Jahr wurde die Tänzerin Sofiia Stasiv für ihr Tanzsolo „Mobb“, das sich thematisch mit Mobbing auseinandersetzt, für den Deutschen Theaterpreis „Der Faust“ nominiert.

## Leiter
Die folgenden Personen standen dem Theater künstlerisch vor. In der DDR war das Theater der Jungen Welt von 1950 bis 1989 nur eine Sparte der Städtischen Theater Leipzig und hatte folglich keinen eigenen Intendanten, sondern nur einen Direktor. Seit dem 1. Januar 1990 ist das TdJW ein eigenständiger Eigenbetrieb der Stadt Leipzig mit eigener Intendanz. Seitdem wandelte sich das Haus in eine eigenverantwortliche Institution, die künstlerisch und verwaltungstechnisch getrennt von den früheren Städtischen Theatern agiert.
- 1946–1949: Richard Füchsler (Verwaltung: Erna Ueberrück)
- 1950–1954: Josef Stauder
- 1954–1957: Herta Greef
- 1957–1959: Rudi Kurz
- 1959–1977: Hans-Dieter Schmidt
- 1977–1987: Günter Schwarzlose
- 1987–2000: Hanns Gallert
- 2000–März 2001: Tilo Esche
- März 2001–2002: Marion Firlus (Interim)
- 2002–2020: Jürgen Zielinski
- 2020–2025 Winnie Karnofka
- Ab 2025 Miriam Tscholl

Im Mai 2024 wurde vom Stadtrat der Stadt Leipzig Miriam Tscholl als neue Intendantin gewählt. Zusammen mit Verwaltungsdirektor Mathias Putterer wird sie zur Spielzeit 2025/2026 die Betriebsleitung am Theater der Jungen Welt bilden.